# Ordenanças

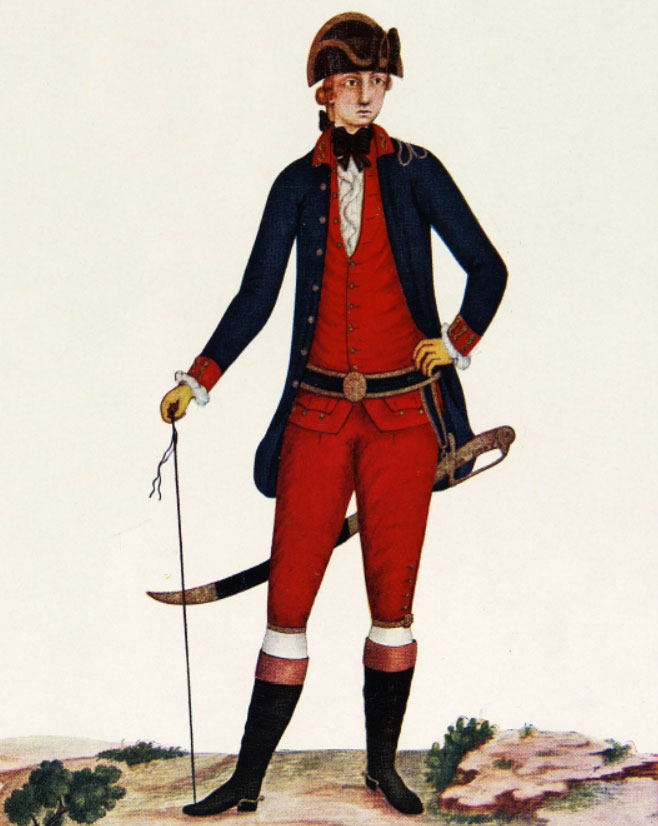
Ejemplo de un soldado brasileño de tropa de ordenanza de 1770

Las Ordenanças (que significa literalmente "Ordenanzas" en portugués) fueron una organización territorial militar tradicional de tipo milicia que existió en Portugal y en algunas partes del Imperio portugués (especialmente en Brasil), entre los siglos XVI y XIX. 
En el siglo XVII, los Ordenanças se organizaron como una especie de reserva de reclutamiento territorial y de tercera línea del Ejército Portugués.

## Historia
Después de algunos intentos fallidos realizados antes, las Ordenanças fueron creadas el 10 de diciembre de 1570, por el rey Sebastián de Portugal, como la base de lo que sería un Ejército Nacional. Se organizaron en capitanías territoriales (capitanias), cada una a cargo de un capitán mayor (capitão-mor). Cada capitanía cubría el área de una ciudad, pueblo o municipio e incluía varias compañías de Ordenanças. Los capitanes mayores fueron nombrados por los respectivos consejos municipales o, en áreas donde existía un alcaide (gobernador del castillo), asumió ese papel. En cada región, la organización de los Ordenanças reflejaría la organización social local, y los residentes locales más notables asumen los roles de comando. 
La base de la organización de Ordenanças era la compañía de 250 hombres. Cada compañía estaba encabezada por un capitán, asistido por un alférez (alferes), un sargento, un mariscal (meirinho) y un escribiente. Estaba dividido en 10 escuadras, cada una encabezada por un cabo (cabo de esquadra). 
Para la Campaña del Rey Sebastián en Marruecos de 1578, la organización de las Ordenanças ya puede movilizar 32 empresas activas con un total de alrededor de 8.000 hombres, que constituyen cuatro tercio (terços) del ejército expedicionario portugués. 
Durante el período de la Unión Ibérica (1580-1640), las Ordenanças declinaron, pero fueron revividos con la Guerra de Restauración portuguesa (1640-1668). Además del renacimiento de los Ordenanças, también se crearon unidades de tropas pagas y unidades de tropas auxiliares (llamadas "Milicias"). Estos se convirtieron, respectivamente, en la primera y segunda línea del Ejército Portugués, con las Ordenanças convirtiéndose en su tercera línea y cada vez más empleados como una especie de guardia y reserva para el reclutamiento de soldados para las tropas pagas y auxiliares. 
Las Ordenanças de la ciudad de Lisboa se organizaron en regimientos, debido a que los habitantes de esta ciudad estaban exentos de estar obligados a servir en las tropas de primera y segunda línea, desde el siglo XVII hasta principios del siglo XIX. 
En consecuencia, con la nueva organización militar establecida en 1764 por el conde de Lippe, las capitanías de Ordenanças se agruparon en 45 distritos de reclutamiento. Cada uno de estos distritos correspondía a uno de los 43 regimientos de primera línea del Ejército y a los dos regimientos de infantería naval. 
La organización del Ejército de 1806 dividió el país en 24 brigadas de Ordenanças, cada una dirigida por un coronel. Cada brigada correspondía a un área geográfica que constituía el distrito de reclutamiento de un regimiento de infantería de primera línea y de dos regimientos de milicias. Cada brigada, por sí misma, estaba dividida en ocho capitanías y cada una de ellas en ocho compañías. Cada capitanía correspondía a cada una de las ocho compañías de fusileros en cada regimiento. 
Aunque se utilizó principalmente como reserva de reclutamiento desde la creación de las tropas auxiliares en 1646, se crearon unidades activas de Ordenanças para la defensa nacional en algunos períodos de guerra. Algunas de estas unidades actuaron como fuerzas guerrilleras en sus respectivas áreas, atacando la retaguardia y las líneas logísticas de los ejércitos invasores enemigos. Las unidades activas de los Ordenanças también se emplearon en el refuerzo de ciudades y guarniciones de fortalezas. Un buen ejemplo de esto fue la Guerra Peninsular, donde las unidades de Ordenanças constituyeron una gran parte de la guarnición de los fuertes de las Líneas de Torres Vedras, incluido el hecho de ser responsables de la mayor parte de su artillería. 
En 1809, en el ámbito de la Guerra Peninsular, se organizaron 16 legiones nacionales de Ordenanças para la defensa de la ciudad de Lisboa. Cada legión nacional incluía tres batallones, cada uno con 10 compañías de 105 hombres. Para la movilización de las legiones, la ciudad se dividió en 16 distritos de legiones, cada uno subdividido en tres zonas de batallón. En 1829, las legiones nacionales de Lisboa fueron disueltas y reemplazadas por ocho regimientos de Ordenanças. 
Las Ordenanças finalmente se extinguieron el 24 de marzo de 1831, y su papel fue parcialmente asumido por la entonces Guardia Nacional creada.

## Uniformes
En 1762 se estableció que los oficiales de la ordenanza usarían uniformes militares con las insignias de su rango.
El plan del uniforme del Ejército de 1806 estableció el verde como el color raso de los uniformes de los oficiales de las Ordenanças, por lo que se distinguió de los uniformes azules establecidos para el Ejército de primera línea y las Milicias.